# De aquí y de allá
De aquí y de allá es el quinto álbum de estudio como solista de la cantautora chilena Isabel Parra, hija de Violeta Parra, lanzado en 1971 por su propio sello discográfico Peña de los Parra, creado en 1968 junto a su hermano Ángel Parra, y distribuido por el sello DICAP.
El lado A se titula «De aquí», e incluye exclusivamente composiciones de Isabel, salvo «El encuentro», de su amigo Víctor Jara. El lado B, titulado «De allá», incluye exclusivamente obras de compositores cubanos, tales como Silvio Rodríguez, Pablo Milanés, Miguel Matamoros y Sindo Garay. Todos ellos fueron compositores contemporáneos a la cantautora, si bien Garay falleció en 1968 y Matamoros en abril de 1971.
Este disco fue el primer acercamiento de cantautores de la Nueva Trova Cubana a la música chilena. Isabel supo de Silvio Rodríguez y Pablo Milanés por el disco de 1967 Primer Festival de Canción Protesta, festival musical realizado en julio de ese mismo año en La Habana. Posteriormente los conoció, además de a Noel Nicola, durante su segundo viaje a Cuba.
La mayoría de los arreglos musicales están en manos de Luis Advis, mientras que otros se deben a la misma Isabel, Víctor Jara y Silvio Rodríguez. En la interpretación colaboran Horacio Salinas y Gabriel Parra, de Los Jaivas; Patricio Castillo de Quilapayún, y Víctor Jara. La canción «Solitario solo» fue compuesta durante una sesión fotográfica de Antonio Larrea. El tema «A que no adivina» fue compuesto originalmente para banyo, cuatro y percusión, y pensado para ser interpretado por Payo Grondona. Sin embargo, este no pudo participar de las sesiones de grabación. «Déme su voz, déme su mano», por su parte, fue compuesto en Londres, Inglaterra.

## Lista de canciones
Todas las canciones escritas y compuestas por Isabel Parra, salvo que se indique lo contrario. 
| De aquí |                                            |                                |              |          |  |
| N.º     | Título                                     | Letras                         | Música       | Duración |  |
| 1.      | «Póngale el hombro, m’hijito»              |                                |              | 2:15     |  |
| 2.      | «El encuentro»                             | Víctor Jara                    | Víctor Jara  | 3:41     |  |
| 3.      | «Solitario solo»                           | Violeta Parra, Alberto Zapicán | Isabel Parra | 3:19     |  |
| 4.      | «A que no adivinas»                        |                                |              | 2:20     |  |
| 5.      | «Déme su voz, déme su mano»                |                                |              | 3:13     |  |
| 6.      | «La compañera rescatable» (con Los Jaivas) |                                |              | 3:16     |  |
| 18:04   |                                            |                                |              |          |  |

| De allá |                                        |                  |                  |          |  |
| N.º     | Título                                 | Letras           | Música           | Duración |  |
| 1.      | «Son de la loma» (con Horacio Salinas) | Miguel Matamoros | Miguel Matamoros | 2:58     |  |
| 2.      | «El rey de las flores»                 | Silvio Rodríguez | Silvio Rodríguez | 2:03     |  |
| 3.      | «Como en Vietnam»                      | Pablo Milanés    | Pablo Milanés    | 1:42     |  |
| 4.      | «Lo que quisiste ser»                  | Silvio Rodríguez | Silvio Rodríguez | 3:52     |  |
| 5.      | «Perla marina»                         | Sindo Garay      | Sindo Garay      | 3:17     |  |
| 6.      | «Al final de este viaje»               | Silvio Rodríguez | Silvio Rodríguez | 3:03     |  |
| 16:55   |                                        |                  |                  |          |  |

## Créditos

### Músicos
«De aquí»
- Isabel Parra: voz, arreglos en 3, 4 y 6.
- Horacio Salinas: guitarra
- Luis Advis: arreglos en 1 y 5.
- Víctor Jara: guitarra y arreglos en 2.
- Patricio Castillo: quena en 2.
- Gabriel Parra: batería en 6.

«De allá»
- Isabel Parra: voz
- Horacio Salinas: guitarra, voz en 1.
- Silvio Rodríguez: arreglo en 2.
- Luis Advis: arreglos en 3, 4, 5 y 6.

### Otros
- Vicente + Antonio Larrea: diseño gráfico[5]

### Agradecimientos
- «De aquí»: Horacio Salinas, Inti-Illimani, Víctor Jara, Huamarí, Ángel Parra, Juan, Atilio, Amerindios, Vicho, Toño, Payo Grondona, Violeta Parra, Alberto Zapicán, Tito Rojas, Tita, Cucho.
- «De allá»: los compañeros del A.P. Aranjuez, Silvio Rodríguez, Pablo Milanés, Noel Nicola, Lidia, Miguel Torres, la Casa de las Américas, Bebe, Marilú.[5]